# Spilosoma aurantiaca
Spilosoma aurantiaca là một loài bướm đêm thuộc phân họ Arctiinae, họ Erebidae.